# 扬·布利斯
扬·布利斯（捷克語：Jan Bulis，1978年3月18日—），捷克男子冰球运动员，场上位置是中锋。他曾代表捷克国家队参加2006年冬季奥林匹克运动会冰球比赛，获得一枚铜牌。